# 全国歯科技工士教育協議会
全国歯科技工士教育協議会（ぜんこくしかぎこうしきょういくきょうぎかい）は、全国の歯科技工士養成所によって結成されている団体。1971年（昭和46年）設立。略称は全技協。本部は東京都千代田区富士見の日本歯科大学東京短期大学内に置かれている。

## 活動内容
歯科技工士養成所間における相互連絡、教員養成、教育の充実を図るなどの目的をもって活動している。